# My Official Wife
My Official Wife er en amerikansk stumfilm fra 1914 af James Young.

## Medvirkende
- Clara Kimball Young som Helene Marie
- Harry T. Morey som Arthur Bainbridge Lennox
- Earle Williams som Sacha
- L. Rogers Lytton som Baron Friederich
- Rose Tapley som Laura